# Абдич, Фикрет
Фикрет Абдич (босн. Fikret Abdić, род. 29 сентября 1939 года, Велика Кладуша, Королевство Югославия) — югославский и боснийский политический деятель и крупный предприниматель. Член Президиума СР Босния и Герцеговина (1990—1992) и Республики Босния и Герцеговина (1992—1993). Президент Автономной области Западная Босния (1993—1995). Мэр Велика-Кладуши с 8 ноября 2016 года (с перерывами).
Получил широкую известность в 1980-х годах как основатель и руководитель одного из крупнейших и наиболее результативных предприятий СФРЮ — сельскохозяйственного конгломерата «Агрокоммерц». В этот период играл значительную роль в политической жизни СР Босния и Герцеговина, поддерживая политику Хамдии Поздераца, пользовался большой популярностью в западной Боснии (жители которой называли его «Папа», босн. «Babo»).
В 1987 году вместе с Поздерацем стал фигурантом крупного коррупционного скандала вокруг «Агрокоммерца», после которого начал поддерживать боснийскую оппозицию, став сооснователем националистической Партии демократического действия. Вместе с Адилом Зулфикарпашичем представлял в её руководстве светское крыло, выступал против исламистского курса Алии Изетбеговича и выхода Боснии из состава Югославии. По результатам многопартийных выборов 1990 года был избран Председателем Президиума Боснии, но, по неизвестным причинам, уступил пост Изетбеговичу.
Во время Боснийской войны покинул Сараево и перешёл в открытую оппозицию к Изетбеговичу, заключив союз как с боснийскими сербами Радована Караджича, так и с боснийскими хорватами Мате Бобана. При поддержке Сербии, Хорватии и верных ему жителей общины Бихач основал и возглавил непризнанную Автономную область Западная Босния, в состав которого вошли город Велика Кладуша и несколько близлежащих районов, оказывал активную поддержку Республики Сербской и Республики Сербская Краина.
После ликвидации автономии в результате операции «Буря» бежал в Хорватию. В 2002 году был приговорён к 20 годам лишения свободы за военные преступления, отбыв половину срока и выйдя на свободу в 2012 году. Вернувшись в Боснию, несколько раз баллотировался в Палату представителей и на муниципальных выборах в 2016 году был избран мэром Велика-Кладуши.

## Детство
Фикрет Абдич был третьим по счёту ребёнком из тринадцати детей в семье Хашима и Златы Абдич. Семейная бедность и нищета, усилившаяся в годы итальянско-немецкой оккупации, наложила отпечаток на воспитание Фикрета Абдича. Поскольку его отец в более позднем этапе войны, добровольно присоединился к югославским партизанам, Фикрет воспитывался в атмосфере коммунистических идеалов, братства и единства югославских народов и негативно-скептического отношения к религиозным разногласиям и противоречиям, так как именно эти противоречия во время Второй мировой войны использовались итальянскими фашистами и немецкими нацистами для натравливания югославских народов друг на друга.

## Легальный югославский миллионер
Как молодой, амбициозный и очень трудолюбивый дипломированный инженер-агроном, Абдич на посту сельскохозяйственного кооператива в Великой Кладуше реализует свою жизненные и деловые замыслы. Построив одну из самых мощных сельскохозяйственных и бизнес-империй на территории Социалистической Югославии — комбинат «Agrokomerc», в котором было занято более 13000 работников, превратил Цазинскую Краину из поражённого нищетой региона в региональную державу.
Местные жители региона Великой Кладуши назвали его «Бабо» (Папа) и «были готовы делать всё, что он сказал». Технология делового успеха была построена на умелом сочетании социалистических конкурсов среди работников (организация ежегодного фестиваля достижений), использовании современных западных подходов к работе, телевизионной рекламы и поддержки влиятельного боснийского политика Хамдии Поздераца.

## Процесс «Агрокоммерц»
В конце 1987 года, незадолго до того как Хамдия Поздерац был готов войти в состав Президиума Югославии, вспыхнул скандал, в результате которого Абдич был арестован, а сам Хамдия Поздерац ушёл в отставку. Скандал потряс не только Социалистическую Республику Боснию и Герцеговину, но и всю Югославию.
Впоследствии выяснилось, что процесс «Агрокоммерц» был направлен против Хамдии Поздераца (с целью дискредитировать его как руководителя ревизионной комиссии по Конституции Югославии). Фикрет Абдич как директор «Агрокоммерца» был арестован за якобы финансовые злоупотребления и угрозы социальному планированию Югославии.

## Несостоявшийся глава Боснии
После своего освобождения из тюрьмы, Абдич вместе с М. Филиповичем, А. Зулфикарпашичем и А. Изетбеговичем в 1990 году основал консервативную Партию демократического действия Боснии и Герцеговины, и на первых многопартийных выборах 1990 года прошёл в Президиум Боснии и Герцеговины, получив большинство голосов по списку кандидатов от бошняков.
После того, как должности были заполнены, члены Президиума избрали Председателя, который выступал в качестве его руководителя и главы республики. Хотя по результатам голосования Абдич получил больше голосов, чем Алия Изетбегович, он отказался вступать в должность по причинам, которые до сих пор остаются невыясненными.

## Деятельность во время Боснийской войны
Оказавшись главным оппонентом режима Алии Изетбеговича, и поняв невозможность компромисса, Абдич пошёл на формирование подконтрольных себе государственно-территориальных структур.
29 сентября 1993 года Фикрет Абдич пришёл к власти в Великой Кладуше (с намерением сделать то же самое в Бихаче), и создал Автономную область Западная Босния. Это делалось в сотрудничестве со Слободаном Милошевичем и Франьо Туджманом.
Правительство Алии Изетбеговича поспешило объявить декларацию о провозглашении автономии «неконституционным и незаконным актом, который противоречит Конституции Республики Боснии и Герцеговины».
Фикрет Абдич добился соглашения с Радованом Караджичем и Мате Бобаном (в рамках предыдущего соглашения со Слободаном Милошевичем и Франьо Туджманом). В Загребе 21 октября 1993 года, в присутствии Франьо Туджмана, Фикрет Абдич подписал с Бобаном совместное заявление о разделе Боснии. Мате Бобан впоследствии заявил, что подразделения хорватской армии из Бихачского района присоединились к силам Фикрета Абдича. День спустя, 22 октября 1993 года, после подписания соглашения с Бобаном, Фикрет Абдич находится в Белграде с Радованом Караджичем, и в присутствии Слободана Милошевича, подписали декларацию, которая призывала конфликтующие стороны к миру.
В качестве подтверждения этого соглашения 7 ноября 1993 года состоялось заседание Совета глав правительств Республики Сербской Краины, Республики Сербской и Автономной области Западная Босния.
Организация Абдичем собственного укрепрайона с автономией на северо-западе Боснии и собственной армией отвлекала на себя значительные силы боснийских войск и тем самым помогала сербам и хорватам.
От властей Хорватии Абдич получил статус привилегированного партнёра, а также право на бестарифное использование порта Риека. Товарооборот с Хорватией и другими странами осуществлялся утверждённой властями Хорватии компанией «Voće». Кроме того, Абдич приобрёл хорватское гражданство и иммунитет от запросов на его выдачу из Боснии и Герцеговины.

## Судебное преследование
Несмотря на дружественные отношения с режимом Франьо Туджмана, Абдич после окончания Боснийской войны не смог получить гарантированный иммунитет от судебного преследования.
В 1997 году власти Боснии и Герцеговины возбудили против Абдича уголовное дело, обвинив в геноциде и военных преступлениях. Однако Хорватия тогда отказалась выдать его.
Несмотря на невозможность возвращения, Абдич энергично пытался и далее заниматься политической деятельностью. Он создал в Боснии и Герцеговине свою партию «Демократический народный союз» и руководил ею из-за границы. Однако в 1998 году Абдич проиграл президентские выборы Алие Изетбеговичу.
В 2000 году Абдич был арестован на территории самой Хорватии.
В июле 2002 года 63-летний Фикрет Абдич был приговорён судом хорватского города Карловац к двадцати годам тюрьмы (высшая мера наказания). Суд постановил, что Абдич несёт ответственность за смерть 121 гражданского лица и трёх военнопленных.
Уже находясь в хорватской тюрьме, Фикрет Абдич добился регистрации своей кандидатуры на президентских выборах, состоявшихся в Боснии и Герцеговине в октябре 2002 года. Однако он снова проиграл выборы, набрав лишь несколько процентов голосов.
В 2005 году Верховный суд Хорватии уменьшил Абдичу наказание до 15 лет. 9 марта 2012 года Фикрет Абдич был досрочно выпущен на свободу по отбытии двух третей срока.
На боснийских муниципальных выборах 2016 года Абдич был избран новым мэром Велики Кладуша, набрав 48,10%(9026) голосов